# Arhâ jezik
Arhâ jezik (ara; ISO 639-3: aqr), jedan od jezika šire novokaledonske skupine, wailske podskupine, kojim još govori 35 ljudi (1996 popis) u regiji Poya na Novoj Kaledoniji. Pripadnici etničke grupe govore i Ajië [aji].
Različit je od jezika arhö [aok].

## Vanjske poveznice
- Ethnologue (14th)
- Ethnologue (15th)